# Мальта на летних Олимпийских играх 2016
Мальта на летних Олимпийских играх 2016 года была представлена семью спортсменами в четырёх видах спорта. Количество участников было таким же как на Олимпийских играх в Барселоне (1992), Атланте (1996) и Сиднее (2000), все спортсмены попали на игры благодаря уайлд-кард. На Играх 2016 года, представитель Мальты впервые в истории принял участие в соревнованиях по тяжёлой атлетике.
Три спортсмена уже были участника игр, в том числе стрелок Уильям Четкути, ставший первым представителем Мальты, участником четырёх Олимпийских игр. Флаг на церемонии открытия игр пронёс пловец Эндрю Четкути.

## Состав сборной
Лёгкая атлетика
1. Люк Беццина
2. Шарлотт Уингфилд

 Плавание
1. Эндрю Четкути
2. Никола Мускат

 Стрельба
1. Уильям Четкути
2. Элеанор Беццина

 Тяжёлая атлетика
1. Кайл Микаллеф

## Результаты соревнований

### Водные виды спорта

#### Плавание
В следующий раунд на каждой дистанции проходят спортсмены, показавшие лучший результат, независимо от места, занятого в своём заплыве.
Мужчины
| Дистанция                 | Спортсмены    | Предварительный раунд | Предварительный раунд | Предварительный раунд | Полуфинал            | Полуфинал            | Полуфинал            | Финал                | Финал                |
| Дистанция                 | Спортсмены    | Заплыв                | Результат             | Место                 | Заплыв               | Результат            | Место                | Результат            | Место                |
| ------------------------- | ------------- | --------------------- | --------------------- | --------------------- | -------------------- | -------------------- | -------------------- | -------------------- | -------------------- |
| 100 метров вольным стилем | Эндрю Четкути | 2                     | 51,37                 | 51                    | завершил выступление | завершил выступление | завершил выступление | завершил выступление | завершил выступление |

Женщины
| Дистанция                | Спортсмены    | Предварительный раунд | Предварительный раунд | Предварительный раунд | Полуфинал             | Полуфинал             | Полуфинал             | Финал                 | Финал                 |
| Дистанция                | Спортсмены    | Заплыв                | Результат             | Место                 | Заплыв                | Результат             | Место                 | Результат             | Место                 |
| ------------------------ | ------------- | --------------------- | --------------------- | --------------------- | --------------------- | --------------------- | --------------------- | --------------------- | --------------------- |
| 50 метров вольным стилем | Никола Мускат | 6                     | 26,60                 | 53                    | завершила выступление | завершила выступление | завершила выступление | завершила выступление | завершила выступление |

### Лёгкая атлетика
Мужчины
Беговые дисциплины
| Дисциплина        | Спортсмен   | Предварительный раунд | Предварительный раунд | Предварительный раунд | Четвертьфиналы       | Четвертьфиналы       | Четвертьфиналы       | Полуфиналы           | Полуфиналы           | Полуфиналы           | Финал                | Финал                |
| Дисциплина        | Спортсмен   | Забег                 | Время                 | Место                 | Забег                | Время                | Место                | Забег                | Время                | Место                | Время                | Место                |
| ----------------- | ----------- | --------------------- | --------------------- | --------------------- | -------------------- | -------------------- | -------------------- | -------------------- | -------------------- | -------------------- | -------------------- | -------------------- |
| бег на 100 метров | Люк Беццина | 2                     | 11,04                 | 3                     | завершил выступление | завершил выступление | завершил выступление | завершил выступление | завершил выступление | завершил выступление | завершил выступление | завершил выступление |

Женщины
Беговые дисциплины
| Дисциплина        | Спортсмен        | Предварительный раунд | Предварительный раунд | Предварительный раунд | Четвертьфиналы | Четвертьфиналы | Четвертьфиналы | Полуфиналы            | Полуфиналы            | Полуфиналы            | Финал                 | Финал                 |
| Дисциплина        | Спортсмен        | Забег                 | Время                 | Место                 | Забег          | Время          | Место          | Забег                 | Время                 | Место                 | Время                 | Место                 |
| ----------------- | ---------------- | --------------------- | --------------------- | --------------------- | -------------- | -------------- | -------------- | --------------------- | --------------------- | --------------------- | --------------------- | --------------------- |
| бег на 100 метров | Шарлотт Уингфилд | 3                     | 11,86                 | 1 Q                   | 6              | 11,90          | 8              | завершила выступление | завершила выступление | завершила выступление | завершила выступление | завершила выступление |

### Стрельба
В январе 2013 года Международная федерация спортивной стрельбы приняла новые правила проведения соревнований на 2013—2016 года, которые, в частности, изменили порядок проведения финалов. Во многих дисциплинах спортсмены, прошедшие в финал, теперь начинают решающий раунд без очков, набранных в квалификации, а финал проходит по системе с выбыванием. Также в финалах после каждого раунда стрельбы из дальнейшей борьбы выбывает спортсмен с наименьшим количеством баллов. В скоростном пистолете решающие поединки проходят по системе попал-промах. В стендовой стрельбе добавился полуфинальный раунд, где определяются по два участника финального матча и поединка за третье место.
Мужчины
| Соревнование | Спортсмены     | Квалификация | Квалификация | Полуфинал            | Полуфинал            | Финал                | Финал                |
| Соревнование | Спортсмены     | Результат    | Место        | Результат            | Место                | Соперник/ Результат  | Место                |
| ------------ | -------------- | ------------ | ------------ | -------------------- | -------------------- | -------------------- | -------------------- |
| дубль-трап   | Уильям Четкути | 123          | 17           | завершил выступление | завершил выступление | завершил выступление | завершил выступление |

Женщины
| Соревнование                       | Спортсмены      | Квалификация | Квалификация | Полуфинал             | Полуфинал             | Финал                 | Финал                 |
| Соревнование                       | Спортсмены      | Результат    | Место        | Результат             | Место                 | Соперник/ Результат   | Место                 |
| ---------------------------------- | --------------- | ------------ | ------------ | --------------------- | --------------------- | --------------------- | --------------------- |
| пневматический пистолет, 10 метров | Элеанор Беццина | 379          | 22           | Не проводится         | Не проводится         | завершила выступление | завершила выступление |
| пистолет, 25 метров                | Элеанор Беццина | 562          | 36           | завершила выступление | завершила выступление | завершила выступление | завершила выступление |

### Тяжёлая атлетика
Каждый НОК самостоятельно выбирает категорию в которой выступит её тяжелоатлет. В рамках соревнований проводятся два упражнения — рывок и толчок. В каждом из упражнений спортсмену даётся 3 попытки. Победитель определяется по сумме двух упражнений. При равенстве результатов победа присуждается спортсмену, с меньшим собственным весом.
Мужчины
| Категория | Спортсмены    | Вес   | Рывок | Рывок | Рывок | Толчок | Толчок | Толчок | Всего | Место |
| Категория | Спортсмены    | Вес   | 1     | 2     | 3     | 1      | 2      | 3      | Всего | Место |
| --------- | ------------- | ----- | ----- | ----- | ----- | ------ | ------ | ------ | ----- | ----- |
| до 85 кг  | Кайл Микаллеф | 84,87 | 118   | 118   | 118   | —      | —      | —      | —     | DNF   |